# Kibboutz urbain
Un kibboutz urbain, en hébreu : קיבוץ עירוני / Kibbutz Ironi, est une communauté urbaine coopérative, une forme de kibboutz située dans une ville existante en Israël. Il en existe un peu plus d'une centaine en Israël, totalisant environ 2 000 membres.
Bien qu'il y ait eu des tentatives de création de kibboutzim urbains au début du XXe siècle, leur succès a été limité et la plupart ont échoué. L'idée a été relancée dans les années 1970 lorsqu'ils ont été créés en tant que communautés coopératives par d'anciens membres de kibboutz et des diplômés du Nahal. Ils ont été créés pour conserver le mode de vie des kibboutzim tout en s'intégrant dans la société, mais plus récemment, ils ont été considérés comme un moyen de lutter contre les problèmes sociaux. À Haïfa, le conseil municipal a demandé aux membres du groupe de jeunes Hanoar Haoved Véhalomed de former un kibboutz urbain dans le quartier de Hadar afin de travailler avec les enfants à risque.
Certains kibboutzim standard, comme Mesilot, ont commencé par être des kibboutzim urbains. Le kibboutz urbain de Gedera a été le premier kibboutz éthiopien du pays.

## Liste de kibbutzim urbains
- Beit Yisrael à Gilo, Jérusalem-Est (Cisjordanie)
- Migvan à Sdérot
- Reshit à Ir Ganim (en), Jérusalem
- Horesh à Kiryat HaYovel (en), Jérusalem
- Shomrei HaShalom, kibboutz d'Hébreux noirs à Dimona
- Tamuz à Bet Shemesh
- Mish'ol à Nof HaGalil